# Infinity Ink
Infinity Ink is een Londense dance-formatie, van de origineel Italiaanse Luca C (Luca Cazal) en Britse Ali Love.
Cazal en Love braken in België door met hun single 'Infinity', die platina haalde.